# Patric Kjellberg
Patric Kjellberg (* 17. června 1969 v Trelleborgu, Švédsko) je bývalý švédský hokejový útočník, který odehrál 394 utkání v NHL.

## Reprezentace
S reprezentací do 18 let získal zlatou medaili na mistrovství Evropy této věkové kategorie 1987 ve Finsku, kde byl zařazen do All Stars týmu turnaje. Ve výběru do 20 let se zúčastnil juniorského mistrovství světa 1989 v USA, kde švédský tým vybojoval stříbro.
Za národní tým hrál na třech olympijských turnajích – 1992 v Alberville (5. místo), 1994 v Lillehameru (zlato) a 1998 v Naganu (5. místo). Zúčastnil se také dvou mistrovství světa – 1992 v Československu a 1998 ve Švýcarsku – z obou turnajů má zlato.

### Reprezentační statistiky
| 1987                 | Švédsko 18           | ME 18                | 7  | 8 | 3 | 11 | 2 |
| 1989                 | Švédsko 20           | MS 20                | 7  | 3 | 4 | 7  | 4 |
| 1992                 | Švédsko              | OH                   | 8  | 1 | 3 | 4  | 0 |
| 1992                 | Švédsko              | MS                   | 8  | 2 | 2 | 4  | 2 |
| 1994                 | Švédsko              | OH                   | 8  | 0 | 1 | 1  | 2 |
| 1998                 | Švédsko              | OH                   | 4  | 0 | 1 | 1  | 0 |
| 1998                 | Švédsko              | MS                   | 10 | 2 | 4 | 6  | 0 |
| Mistrovství světa 2× | Mistrovství světa 2× | Mistrovství světa 2× | 18 | 4 | 6 | 10 | 2 |
| Olympijské hry 3×    | Olympijské hry 3×    | Olympijské hry 3×    | 20 | 2 | 4 | 6  | 2 |

## Kariéra
Hráč vyrostl v mužstvu Falu IF, kde od sezony 1985/86 nastupoval ve druhé švédské lize. V roce 1988 přestoupil do klubu nejvyšší soutěže AIK Ishockey. V sezoně 1992/93 se rozhodl zkusit NHL, kde nastupoval za Montréal Canadiens, který jej draftoval v roce 1988. Za Canadiens odehrál pouze sedm utkání, většinu času trávil na farmě v AHL – Fredericton Canadiens. V létě 1993 se rozhodl pro návrat do Švédska a posílil HV71. S tímto klubem získal mistrovský titul v ročníku 1994/95. Po tomto ročníku přestoupil do Djurgårdens IF, kde od druhé sezony zastával funkci kapitána. V sezoně 1997/98 dovedl svůj tým do finále a zároveň získal cenu pro nejlepšího střelce i nejslušnějšího hráče ligy.
NHL se od sezony 1998/99 rozšířila o klub Nashville Predators, za který od jeho úvodní sezony hrál i Kjellberg. Během ročníku 2001/02 byl vyměněn za Petra Tenkráta do Mighty Ducks of Anaheim. S tímto klubem došel v roce 2003 do finále Stanley Cupu, kde Ducks podlehli New Jersey Devils 3:4 na utkání. Kjellberg ve finálové sérii nenastoupil a po sezoně ukončil aktivní kariéru.
Působil jako generální manažer Leksands IF v ročníku 2009/10. V sezoně 2011/12 ještě naskočil jako hráč ve třech utkáních druhé ligy za mateřské Falu IF.

## Klubové statistiky
- Debut v NHL – 8. října 1992 (Ottawa Senators – MONTRÉAL CANADIENS)
- První gól (a zároveň bod) v NHL – 24. října 1998 (Chicago Blackhawks – NASHVILLE PREDATORS)

| Sezona     | Klub                    | Soutěž     | Základní část | Základní část | Základní část | Základní část | Základní část | Play off | Play off | Play off | Play off | Play off |
| Sezona     | Klub                    | Soutěž     | Z             | G             | A             | B             | TM            | Z        | G        | A        | B        | TM       |
| ---------- | ----------------------- | ---------- | ------------- | ------------- | ------------- | ------------- | ------------- | -------- | -------- | -------- | -------- | -------- |
| 1985/86    | Falu IF                 | SWE-2      | 5             | 0             | 2             | 2             | 0             | —        | —        | —        | —        | —        |
| 1986/87    | Falu IF                 | SWE-2      | 32            | 11            | 13            | 24            | 16            | —        | —        | —        | —        | —        |
| 1987/88    | Falu IF                 | SWE-2      | 29            | 15            | 10            | 25            | 6             | —        | —        | —        | —        | —        |
| 1988/89    | AIK Ishockey            | SWE        | 25            | 7             | 8             | 15            | 8             | 2        | 0        | 1        | 1        | 2        |
| 1989/90    | AIK Ishockey            | SWE        | 32            | 8             | 15            | 23            | 8             | 3        | 1        | 0        | 1        | 0        |
| 1990/91    | AIK Ishockey            | SWE        | 38            | 4             | 11            | 15            | 18            | —        | —        | —        | —        | —        |
| 1991/92    | AIK Ishockey            | SWE        | 40            | 20            | 13            | 33            | 14            | 3        | 1        | 0        | 1        | 2        |
| 1992/93    | Montréal Canadiens      | NHL        | 7             | 0             | 0             | 0             | 2             | —        | —        | —        | —        | —        |
|            | Fredericton Canadiens   | AHL        | 41            | 10            | 27            | 37            | 14            | 5        | 2        | 2        | 4        | 0        |
| 1993/94    | HV71                    | SWE        | 40            | 11            | 17            | 28            | 18            | —        | —        | —        | —        | —        |
| 1994/95    | HV71                    | SWE        | 29            | 5             | 15            | 20            | —             | —        | —        | —        | —        |          |
| 1995/96    | Djurgårdens IF          | SWE        | 40            | 9             | 7             | 16            | 10            | 4        | 0        | 2        | 2        | 2        |
| 1996/97    | Djurgårdens IF          | SWE        | 49            | 29            | 11            | 40            | 18            | 4        | 2        | 3        | 5        | 2        |
| 1997/98    | Djurgårdens IF          | SWE        | 46            | 30            | 18            | 48            | 16            | 15       | 7        | 3        | 10       | 12       |
| 1998/99    | Nashville Predators     | NHL        | 71            | 11            | 20            | 31            | 24            | —        | —        | —        | —        | —        |
| 1999/00    | Nashville Predators     | NHL        | 82            | 23            | 23            | 46            | 14            | —        | —        | —        | —        | —        |
| 2000/01    | Nashville Predators     | NHL        | 81            | 14            | 31            | 45            | 12            | —        | —        | —        | —        | —        |
| 2001/02    | Nashville Predators     | NHL        | 12            | 1             | 3             | 4             | 6             | —        | —        | —        | —        | —        |
|            | Mighty Ducks of Anaheim | NHL        | 65            | 7             | 8             | 15            | 10            | —        | —        | —        | —        | —        |
| 2002/03    | Mighty Ducks of Anaheim | NHL        | 76            | 8             | 11            | 19            | 16            | 10       | 0        | 0        | 0        | 0        |
| 2003-11    | nehrál                  | —          | —             | —             | —             | —             | —             | —        | —        | —        | —        | —        |
| 2011/12    | Falu IF                 | SWE-2      | 3             | 0             | 2             | 2             | 0             | —        | —        | —        | —        | —        |
| Celkem NHL | Celkem NHL              | Celkem NHL | 394           | 64            | 96            | 160           | 84            | 10       | 0        | 0        | 0        | 0        |

## Zajímavost
Syn Simon je obránce dorosteneckého týmu Rögle BK a mládežnický reprezentant.